# Pål-Henry Jeppsson
Jöns Pål-Henry "Pålle" Jeppsson, född 25 januari 1932 i Blentarp, död 20 april 2017, var en svensk läkare. Han är främst känd för att ha varit aktiv inom svensk handboll i 35 år fram till 2009.
Pål-Henry Jeppsson var aktiv i Redbergslid IK under sin tid och var en del av A-laget där i 30 år. Han var bland annat med om att vinna 13 SM-guld, fyra ligacupguld och vinna nordiska mästerskapet för klubblag.

## Utmärkelser
- Etikpris från Rotary Mölndal/Kållered - 2005[2]
- Årets ledare i Mikael Ljungbergs minne/Göteborgs-Postens pris som årets ledare - 2006[3]
- SHF:s standar - 2006/2007
- Silverpipan - 2009[4]